# 船底座V376
船底座V376，又名CP-58 1301，HD 77002、SAO 236436、HR 3582，是船底座的一颗恒星，视星等为4.92，位于銀經276.7，銀緯-8.9，其B1900.0坐标为赤經8h 54m 31.6s，赤緯-58° -8.9′ 35″。